# Baffineiland
Baffineiland (Engels: Baffin Island, Inuktitut: ᕿᑭᖅᑖᓗᒃ, Qikiqtaaluk, Frans: Île de Baffin) is een van de Canadese Arctische Eilanden in het territorium Nunavut. Het is het grootste eiland van Canada, en het op vier na grootste ter wereld met een oppervlakte van 507.451 km². Het heeft een bevolking van 11.000 inwoners (2004).

## Geschiedenis
Reeds rond het jaar 1000 hadden Groenlandse Noormannen onder leiding van Leif Eriksson het eiland ontdekt. Het stond bij hen bekend als Helluland.
In 1615 nam William Baffin deel aan een reis op zoek naar de Noordwestelijke Doorvaart. Ze kwamen langs Groenland en het huidige Baffineiland. 
Baffin maakte metingen van de lengtegraad met gebruik van metingen aan de maan, volgens principes die weliswaar eerder ontwikkeld waren, maar nog niet daadwerkelijk toegepast. De nauwkeurigheid van Baffins lengtegraadmetingen en metingen aan het getij waren voor William Parry 200 jaar later reden het Baffineiland naar hem te noemen. 

## Geografie en klimaat
De hoofdstad van Nunavut, Iqaluit, vroeger Frobisher Bay geheten, ligt in het zuidoosten van Baffineiland aan de Frobisherbaai. Het eiland heeft een arctisch klimaat. De winters zijn extreem koud en daarom is er ook geen waterleiding op het eiland, omdat die te snel zou bevriezen.
De noordelijke en oostelijke helft van het eiland worden gedomineerd door gebergtes van de Arctische Cordillera. De Foxe Channel, het Foxebekken, de Fury and Hecla Strait, de Golf van Boothia en de Prince Regent Inlet in het westen scheiden Baffin van het Canadese vasteland en de rest van de archipel van de Canadese Arctische Eilanden. Ten zuiden van het eiland ligt de Straat Hudson, ten noordoosten en noorden van het eiland de Baffinbaai en ten noorden de Lancasterzeestraat. Ook hier liggen honderden eilanden waarvan Byloteiland en Qikiqtaaluk de grootste zijn. Aan de overkant van de baai ligt Groenland. Het noorden van het eiland is onderdeel van het nationaal park Sirmilik.
Ten oosten van het eiland stroomt de Baffineilandstroom en ten zuiden de Hudsonbaaistroom.